# Abdalláh II.
Abdalláh II. bin al-Husajn (arabsky: الملك عبد الله الثاني بن الحسين, al-Malik ʿAbdullāh aṯ-ṯānī bin al-Ḥusajn, * 30. ledna 1962, Ammán, Jordánsko), známý také jako Abdalláh II. Jordánský, je současný král Jordánského hášimovského království. Je členem hášimovské dynastie a je údajně ve 43. generaci přímým potomkem proroka Mohameda.

## Mládí
Abdalláh II. se narodil jako syn krále Husajna I. a jeho druhé manželky Antoinette Avril Gardiner, která přijala jméno princezna Muna al-Husajn. Vzdělání získal ve Spojeném království a USA. Absolvoval studium na Pembroke College v Oxfordu. V roce 1980 začal studovat na Královské vojenské akademii v Sandhurstu, čímž se stal kadetem britské armády. V roce 1981 se stal poručíkem britské armády a v roce byl jmenován 1993 generálem jordánských speciálních sil.
V témže roce se oženil s Ranijou al-Jasín, se kterou má čtyři děti. Nejstarším z nich je v roce 1994 narozený korunní princ Husajn bin Abdalláh.
V roce 1995 si zahrál malou cameo roli důstojníka Hvězdné flotily v epizodě „Pátrání“ amerického sci-fi seriálu Star Trek: Vesmírná loď Voyager.

## Panovník
Na trůn nastoupil 7. února 1999 po smrti svého otce krále Husajna I. Jeho nástup na trůn byl poměrně překvapivý, neboť dlouholetým pretendentem byl jeho strýc, králův bratr korunní princ Hassan, který však byl krátce před smrtí Husajna I. obviněn z různých zločinů proti králi.
Během války Izraele s Hamásem v říjnu 2023 odsoudil izraelskou politiku „kolektivního trestu“ vůči Palestincům v Pásmu Gazy.

## Tituly a vyznamenání
V únoru 2015 ho český prezident Miloš Zeman vyznamenal Řádem Bílého lva za jeho roli v boji proti Islámskému státu. V roce 2018 obdržel Templetonovu cenu.